# Men Nguyen
Men Nguyen (Vietnam, 1954) is een Vietnamees-Amerikaans professioneel pokerspeler. Hij werd op de World Series of Poker (WSOP) van 2010 de achtste persoon in de geschiedenis die een zevende WSOP-titel won. In datzelfde toernooi speelde hij zich voor de zeventigste keer in het prijzengeld op een WSOP-toernooi, nadat hij dat ook deed in elf (open) toernooien van de World Poker Tour (WPT).
Nguyen werd door Card Player Magazine uitgeroepen tot Player of the Year in 1997, 2001, 2003 en 2005. Hij verdiende tot en met juni 2015 meer dan $10.500.000,- in pokertoernooien (cashgames niet meegerekend) Hij is de oom van David Pham en de neef van Minh Nguyen, allebei eveneens meervoudig WSOP-winnaar.

## World Series of Poker
Nguyen behoort met het aantal WSOP-titels dat hij won tot een select groepje spelers. Hij was er verschillende keren dicht bij om dat aantal nog verder te vergroten. Zo werd hij tweede in:
- het $1.500 Seven-Card Razz-toernooi van de World Series of Poker 1992
- het $1.500 Omaha Limit-toernooi van de World Series of Poker 1996
- het $1.500 Omaha Hi-Lo Split Eight or Better-toernooi van de World Series of Poker 2001
- het $1.500 Pot Limit Omaha-toernooi van de World Series of Poker 2003
- het $2.500 Omaha Hi-Lo Split-toernooi van de World Series of Poker 2003
- het $5.000 No Limit Hold'em - Six Handed-toernooi van de World Series of Poker 2010

Daarnaast werd hij op de World Series of Poker 2004 voor de zevende keer derde en de op World Series of Poker Europe 2009 voor de achtste keer vierde in een WSOP-toernooi. Nguyen speelde zich in 2010 voor de zeventigste keer in het prijzengeld op een WSOP-toernooi. Daarmee was hij na Phil Hellmuth de tweede speler in de geschiedenis die dat aantal WSOP-cashes haalde.

## World Series of Poker bracelets
| Jaar                       | Toernooi                                   | Prijs    |
| -------------------------- | ------------------------------------------ | -------- |
| World Series of Poker 1992 | $1.500 Seven Card Stud                     | $120.600 |
| World Series of Poker 1995 | $2.500 Seven Card Stud Split               | $96.000  |
| World Series of Poker 1995 | $2.500 Limit Hold'em                       | $110.000 |
| World Series of Poker 1996 | $2.500 Omaha 8 or Better                   | $110.000 |
| World Series of Poker 2003 | $5.000 Seven Card Stud                     | $178.560 |
| World Series of Poker 2003 | $1.500 Ace to Five Triple Draw Lowball     | $43.520  |
| World Series of Poker 2010 | $10.000 World Championship Seven Card Stud | $394.800 |